# Kosmos 1026
Kosmos 1026 (Космос 1026em russo), também denominado de Energia 2 ou Energiya 2, foi um satélite artificial soviético lançado em 2 de julho de 1978 por meio de um foguete Soyuz-U a partir do Cosmódromo de Baikonur.

## Características
O Kosmos 1026 foi o segundo membro (de dois, sendo o outro o Interkosmos 6) da série de satélites Energiya, dedicado ao estudo da magnetosfera e a atmosfera superior terrestre e dos raios cósmicos e os meteoroides no espaço próximo á Terra.
Foi injetado em uma órbita inicial de 261 km de apogeu e 209 km de perigeu, com uma inclinação orbital de 51,8 graus e um período de 89,0 minutos. Reentrou na atmosfera de maneira controlada em 6 de julho de 1978.
O projeto do satélite estava basado no das cápsulas Vostok e regressou á Terra após quatro dias de missão, devolvendo sãos e salvos alguns instrumentos e registros para o seu estudo.